# ANAPC5
후기 프로모팅 복합체 서브유닛 5 (Anaphase-promoting complex subunit 5)는 인간에서 ANAPC5 유전자에 의해 암호화되는 효소이다.
후기 프로모팅 복합체 (Anaphase-promoting Complex, APC)는 APC5, CDC27, CDC16, CDC23을 포함하여 8개 이상의 단백질 서브유닛으로 구성된다.

## 상호작용
ANAPC5는 ANAPC1, ANAPC4, CDC27, PABPC1과 상호작용 하는 것으로 나타났다.